# Louis Prosper Gachard

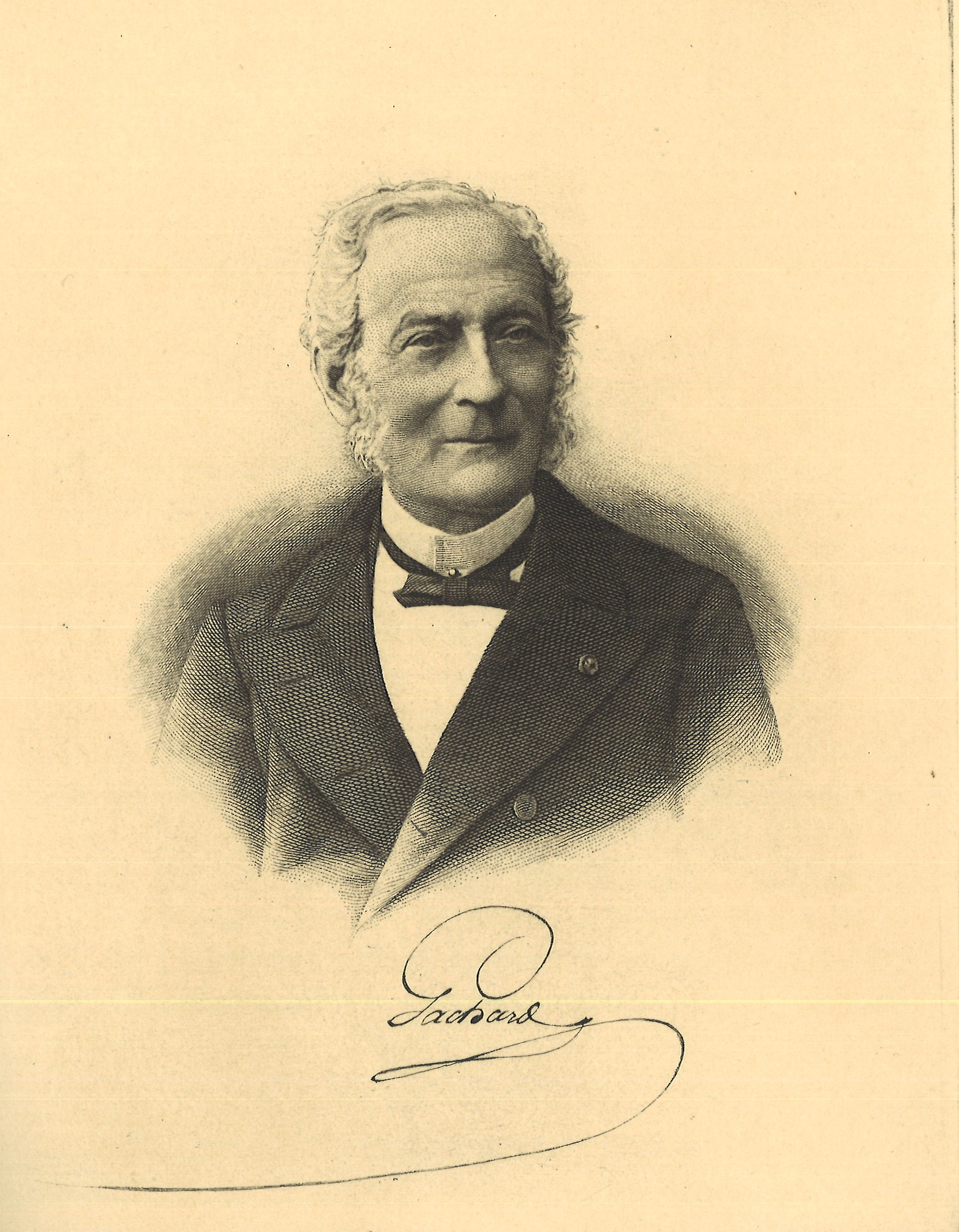
Louis Prosper Gachard.

Louis Prosper Gachard, född den 12 mars 1800 i Paris, död den 24 december 1885 i Bryssel, var en belgisk hävdaforskare och skriftställare.
Gachard studerade i unga år juridik, deltog 1830 i belgiska revolutionen och vann 1831 anställning som arkivarie i Bryssel. Han gjorde sig särdeles förtjänt om det belgiska arkivväsendet och författade även en mängd värdefulla historiska arbeten, bland andra Retraite et mort de Charles V (3 band, 1854–1855), Relations des ambassadeurs vénitiens sur Charles-Quint et Philippe II (1855), Don Carlos et Philippe II (2 band, 1863; 2:a upplagan 1867) samt Histoire politique et diplomatique de Pierre Paul Rubens (1877). Vidare utgav Gachard Vilhelm I:s av Oranien, Filip II:s, hertigens av Alba, Margaretas av Parma med fleras brevväxlingar och en mängd andra urkunder rörande Belgiens historia.